# 卡萊爾 (堪薩斯州)
卡萊爾（英語：Caylyle）是位於美國堪薩斯州艾倫縣的一個非建制地區。該地的面積和人口皆未知。

## 地理
卡萊爾海拔高度為1001英呎。而該地所採用的時區為UTC-6，即北美東部時區（CST）。同時該地設有夏令時間，為UTC-6調快一小時，即UTC-5（CDT）。